# 15. Division (Japanisches Kaiserreich)
Die 15. Division (japanisch 第15師団, Dai-jūgo Shidan) war eine Division des Kaiserlich Japanischen Heeres, die zwischen 1905 und 1945 zweimal aufgestellt und aufgelöst wurde. Ihr Tsūshōgō-Code (militärischer Tarnname) war Fest-Division (祭兵団, Sai-heidan).

## Allgemeine Daten
Die 15. Division war, neben der 13., 14. und 16., eine Division, die gegen Ende des Russisch-Japanischen Krieges aufgestellt wurde. Zuständig für die Präfektur Niigata lag das Hauptquartier der ca. 15.000 Mann starken Division in Toyohashi.

## Geschichte der Einheit
Die Division wurde am 1. April 1905 unter dem Kommando von General Okihara Kofu als Karree-Division aufgestellt und bestand aus der 17. Brigade (18. und 60. Infanterie-Regiment) und der 29. Brigade (34. und 67. Infanterie-Regiment) und dem 4. Kavallerie-Regiment Ursprünglich für die Verstärkung der japanischen Truppen in der Mandschurei vorgesehen, kam es jedoch nicht mehr zur Verlegung der Division, da im Vertrag von Portsmouth der Krieg offiziell am 5. September 1905 beendet wurde. Stattdessen wurde die Division nach Korea als Garnisonseinheit beordert.
1925 wurde die Division aufgrund von Kosteneinsparungen in Folge des großen Kantō-Erdbebens von 1923 aufgelöst.
Nach Beginn des Zweiten Japanisch-Chinesischen Krieges wurde die Division am 4. April 1938 wieder aufgestellt. Die Aufstellung erfolgte als Triangulare Division unter dem Befehl von Generalleutnant Iwamatsu Yoshio. Von 1938 bis Juni 1943 in Nanjing und von Juli 1943 bis August 1943 in Shanghai, China als Besatzungseinheit eingesetzt, nahm die Division von Januar bis Juli 1944 unter Generalleutnant Masafumi Yamauchi an der Operation U-gō (ウ号作戦) in Burma teil, bei der es zur Schlacht von Imphal kam. Dabei verlor die Division mehr als die Hälfte ihrer Soldaten. Die geschwächte 15. Division nahm ab Januar 1945 zusammen mit der 53. Division, an der Verteidigung Mandalays teil. Am 18. März wurde der Befehl zum Rückzug gegeben und die Reste der Division zogen sich nach Kanchanaburi, Thailand, zurück, wo sie gegen Ende des Krieges kapitulierte.

## Gliederung

### 1905
Aufstellung am 1. April 1905 als Karree-Division wie folgt:
- 17. Brigade
  - 18. Infanterie-Regiment
  - 60. Infanterie-Regiment
- 29. Brigade
  - 34. Infanterie-Regiment
  - 67. Infanterie-Regiment
- 4. Kavallerie-Regiment

### 1938
Nachdem die Division 1925 aufgelöst worden war, wurde sie am 4. April 1938 als Triangulare Division wie folgt wieder aufgestellt:
- 15. Infanterie-Divisions Hauptquartier (350 Mann)
  - 15. Infanterie-Brigade 
    - 51. Infanterie-Regiment (3845 Mann)
    - 60. Infanterie-Regiment (3845 Mann)
    - 67. Infanterie-Regiment (3845 Mann)

  - 19. Kavallerie-Regiment (1940 aufgelöst)
  - 19. Panzer-Einheit (1940 aufgestellt, Anfang 1944 aufgelöst)
  - 21. Feldartillerie-Regiment (2100 Mann; 36 75-mm-Geschütze)
  - 15. Pionier-Regiment (956 Mann)
  - 15. Signal-Einheit (240)
  - 15. Versorgungs-Kompanie (110 Mann)
  - 15. Feldhospital (Drei Feldhospitäler mit jeweils 250 Mann)
  - 15. Wasserversorgungs- und -aufbereitungs-Einheit (235 Mann)
  - 15. Veterinär-Hospital (114 Mann)
  - 15. Sanitäts-Einheit (1110 Mann)

Gesamtstärke: 17.500 Mann (ohne Kavallerie-Regiment und Panzer-Einheit)

## Kommandeure
- Okihara Kofu, Generalleutnant: 1. April (17. Juli ?) 1905 - 6. Juli 1906
- Hirasa Ryozo, Generalleutnant: 6. Juli 1906 - 28. Januar 1907
- Nakamura Satoru, Generalleutnant: 28. Januar 1907 - 29. Dezember 1908
- Uchiyama Shojiro, Generalleutnant: 14. Januar 1909 bis  27. November 1912
- Iguchi Shogo, Generalleutnant: 27. November 1912 - 25. Januar 1915
- Yui Mitsue, Generalleutnant: 25. Januar 1915 - 6. August 1917
- Prinz Kuni Kuniyoshi, Generalleutnant: 6. August 1917 - 9. August 1918
- Sanenobu Ono, Generalleutnant: 9. August 1918 – 25. November 1919
- Ichikawa Kentaro, Generalleutnant:  25. November 1919 – 15. August 1922
- Kunishige Tanaka, Generalleutnant:  15. August 1922 – 1. Mai 1925

- Iwamatsu Yoshio, Generalleutnant: 15. Juli 1938 - 9. März 1940
- Watanabe Yubun, Generalleutnant: 9. März 1940 - 28. Mai 1940
- Kumagai Keiichi, Generalleutnant: 28. Mai 1940 - 20. August 1941
- Sakai Naoji, Generalleutnant: 20. August 1941 - 28. Mai 1942
- Yamauchi Masafumi, Generalleutnant: 2. Juni 1942 - 10. Juni 1944
- Shibata Ryuichi, Generalleutnant: 10. Juni 1944 - 28. Februar 1945
- Yamamoto Kiyoe, Generalmajor: 28. Februar 1945 - 25. Juli 1945
- Watari Sakon, Generalleutnant: 25. Juli 1945 – September 1945